# Muzeografie

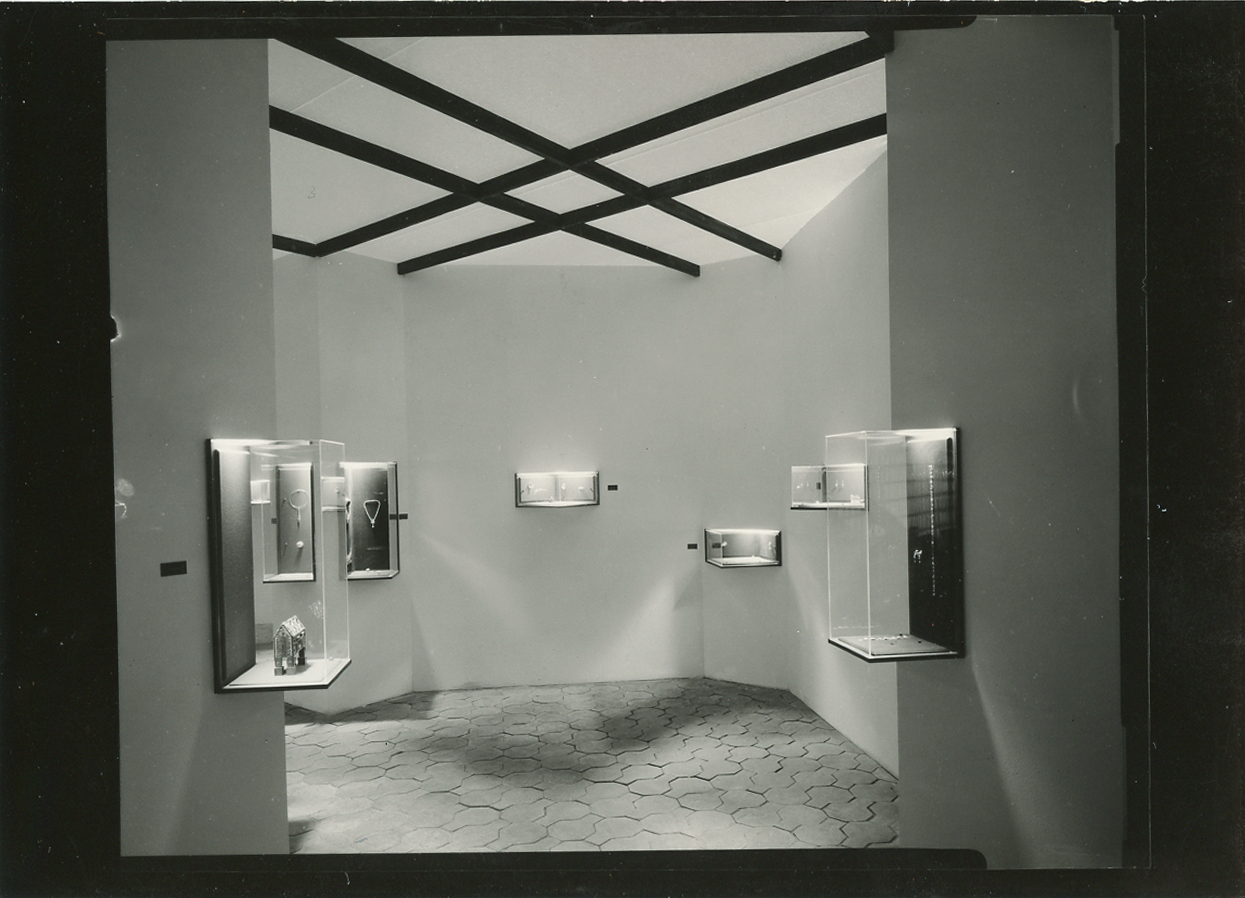
Výstava šperků v Miláně, kterou fotografoval Paolo Monti.

Muzeografie, resp. aplikovaná muzeologie je organickou součástí muzeologie.
Aplikuje poznatky, metody a techniky, které podmiňují uskutečňování muzealizace. Je orientována k praxi, není s ní však shodná. Je zároveň také poznávacím procesem, který se opírá o muzeologické poznatky a využívá i poznatky různých vědních oborů, technik, technologií a řemeslných dovedností. Určující je jejich modifikace, jejich poměřování z pohledu muzeologie.
Posláním muzeografie je nejen samo poznání, ale především uplatnění poznatků v každodenní muzejní praxi.
Muzeografie se skládá z několika nauk, které tvoří organickou součást celého systému muzeologie. Tyto nauky vysvětlují povahu realizačních operací, jejich metodiku, technologii i techniku.